# Nelson Lagoon (Alaska)
Nelson Lagoon ist ein Ort und ein census-designated place (CDP) im Aleutians East Borough in Alaska. Das U.S. Census Bureau hatte bei der Volkszählung 2020 eine Einwohnerzahl von 41 ermittelt.

## Geographie
Nelson Lagoon befindet sich im Südwesten von Alaska an der Nordküste der Alaska-Halbinsel auf einem schmalen Sandstreifen, welcher die gleichnamige Bucht vom Beringmeer trennt. Nelson Lagoon befindet sich 870 km südwestlich von Anchorage. Nächstgelegene Orte sind Sand Point, 85 km südsüdöstlich, sowie Cold Bay, 130 km südwestlich. 2,5 km weiter östlich befindet sich der Flugplatz Nelson Lagoon.

## Geschichte
Die Lagune wurde 1882 nach Edward William Nelson benannt, der 1877 dem United States Army Signal Corps beitrat und in den Folgejahren bis 1920 das Yukon-Kuskokwim-Delta erforschte. Zwischen 1906 und 1917 gab es in Nelson Lagoon eine Lachssalzerei. 1965 wurde eine Schule errichtet und der Ort wurde ganzjährig besiedelt. 1980 wurde Nelson Lagoon ein census-designated place. Die Gemeinde lebt heute von kommerziellem Fischfang und von Subsistenzwirtschaft.

## Demografie
Zum Zeitpunkt der Volkszählung im Jahre 2020 (U.S. Census 2020) hatte Nelson Lagoon 41 Einwohner auf einer Landfläche von 487,18 km². Von den Einwohnern waren 3 Weiße sowie 38 Indigene. Dies entspricht einem Bevölkerungsanteil Indigener von 93 Prozent. 
Beim Zensus im Jahr 2000 wurden 83 Einwohner gezählt, 2010 waren es 52. Die Bevölkerungsentwicklung war in den letzten Jahren rückläufig.